# McOndo
McOndo è un movimento letterario nato in America Latina negli anni novanta. Esso tenta di superare le convenzioni del realismo magico attraverso le modalità narrative dei mezzi di comunicazione di massa, contestualizzando le opere nella civiltà urbana. Il nome del movimento, che nasce dalla combinazione del marchio McDonald's e del luogo fittizio di Macondo, si ispira all'omonima raccolta di racconti redatta da Alberto Fuguet del 1996. Oltre a Fuguet, gli scrittori che vengono associati alla corrente includono Pedro Juan Gutiérrez, Rodrigo Fresán, Edmundo Paz Soldán, Giannina Braschi, Sergio Gomez, e Jordi Soler.

## Caratteristiche
Le narrazioni della letteratura McOndo, tutte dedicate alla vita dell'uomo sudamericano in un mondo dominato dalla cultura pop degli Stati Uniti, sono solitamente ambientate nelle città e trattano temi quali la povertà, il crimine, le conseguenze economiche della globalizzazione e le differenze di classe sociale, sesso e orientamento sessuale. Edmundo Paz-Soldán ha affermato che i narratori McOndo "si muovono con facilità in un mondo di fast food e di cultura veloce ... sono la prima generazione di scrittori più influenzati dai mass media che dalla tradizione letteraria".
Giannina Braschi esplora come le banche americane danneggiano le culture latinoamericane. Una famosa citazione di Braschi dice: Le banche sono i templi d'America. Questa è una guerra santa. L'economia è la loro religione.
Oltre a sostenere che il realismo magico rappresentava male l'America Latina contemporanea in quanto, negli anni '90, era dominata da "centri commerciali, televisione via cavo, periferie e inquinamento", gli scrittori di McOndo descrivono le culture urbane e popolari come prodotto del contesto esistenziale degli effetti sociali del consumismo sui popoli dell'America Latina nel corso dei loro ammodernamenti nazionali e sociali. A differenza di quella corrente letteraria emersa negli anni sessanta, incentrata su idee politiche utopistiche di sinistra, quella degli scrittori di McOndo era perlopiù apolitica.
Gli scrittori più importanti e illustri del movimento letterario McOndo sono: 
- Pia Barros (Artemisa e) Baldosas
- Giannina Braschi (Yo-Yo Boing!, Estados Unidos de Banana, imperio de los suenos)
- Alberto Fuguet (Mala Onda e Tinta Roja)
- Sergio Gómez
- Pedro Juan Gutiérrez (Trilogia sporca dell'Avana)
- Hernán Rivera Letelier
- Edmundo Paz Soldán
- Jorge Volpi (Memorial del engaño e l jardín devastado)